# لاكتو مصر
شركة لاكتو مصر شركة متخصصة في مجال إنتاج حليب لبن الأطفال المجفف والمواد الغذائية وهي شركة مساهمة مصرية تأسست في يناير، تأسس مصنع لاكتو مصر عام 2000 . لقد تأسست الشركة بناءً على فكرة نقل التكنولوجيا الحديثة من قبل رئيس مجلس إدارة الشركة الدكتور إبراهيم عزت والذي بدأ الإنتاج في سبتمبر 2002.
توجد لاكتو مصر في المنطقة الصناعية بمدينة العاشر من رمضان على مساحة 31000 متر مربع. إن لاكتو مصر هي أول مصنع في مصر والشرق الأوسط وأفريقيا لانتاج حليب لبن الأطفال.

## طاقة المصنع
تبلغ الطاقة الإنتاجية السنوية لشركة لاكتومصر حوالي 35 مليون علبة من ألبان الأطفال وكذلك 15000 طن من مبيض القهوة وبودرة كريمة مخفوقة نباتية الدهن لتغطية الاحتياجات المحلية وتصدير الفائض للبلاد العربية والشرق الأوسط والبحر المتوسط وأفريقيا.